# Putina
Putina es una ciudad peruana, capital del distrito homónimo y de la provincia de San Antonio de Putina, ubicada en el departamento de Puno. Según el censo de 2005, tenía 9501 habitantes.

## Clima
| Parámetros climáticos promedio de Putina | Parámetros climáticos promedio de Putina | Parámetros climáticos promedio de Putina | Parámetros climáticos promedio de Putina | Parámetros climáticos promedio de Putina | Parámetros climáticos promedio de Putina | Parámetros climáticos promedio de Putina | Parámetros climáticos promedio de Putina | Parámetros climáticos promedio de Putina | Parámetros climáticos promedio de Putina | Parámetros climáticos promedio de Putina | Parámetros climáticos promedio de Putina | Parámetros climáticos promedio de Putina | Parámetros climáticos promedio de Putina |
| Mes                                      | Ene.                                     | Feb.                                     | Mar.                                     | Abr.                                     | May.                                     | Jun.                                     | Jul.                                     | Ago.                                     | Sep.                                     | Oct.                                     | Nov.                                     | Dic.                                     | Anual                                    |
| ---------------------------------------- | ---------------------------------------- | ---------------------------------------- | ---------------------------------------- | ---------------------------------------- | ---------------------------------------- | ---------------------------------------- | ---------------------------------------- | ---------------------------------------- | ---------------------------------------- | ---------------------------------------- | ---------------------------------------- | ---------------------------------------- | ---------------------------------------- |
| Temp. máx. media (°C)                    | 15.9                                     | 15.3                                     | 15.3                                     | 15.8                                     | 15.3                                     | 14.9                                     | 14.8                                     | 16.1                                     | 16.6                                     | 17.6                                     | 17.5                                     | 16.1                                     | 15.9                                     |
| Temp. media (°C)                         | 9.8                                      | 9.6                                      | 9.4                                      | 8.8                                      | 7.3                                      | 5.5                                      | 5.4                                      | 6.7                                      | 8.5                                      | 9.6                                      | 9.8                                      | 9.9                                      | 8.4                                      |
| Temp. mín. media (°C)                    | 3.8                                      | 4                                        | 3.6                                      | 1.8                                      | -0.7                                     | -3.8                                     | -3.9                                     | -2.6                                     | 0.4                                      | 1.7                                      | 2.1                                      | 3.7                                      | 0.8                                      |
| Fuente: Accuweather                      |                                          |                                          |                                          |                                          |                                          |                                          |                                          |                                          |                                          |                                          |                                          |                                          |                                          |